# Toxophleps
Toxophleps là một chi bướm đêm thuộc họ Noctuidae.